# História do jogo do bicho no Rio de Janeiro
A história do jogo do bicho no Rio de Janeiro teve início com a criação em 1892 de uma loteria privada para ajudar a financiar o Jardim Zoológico de Vila Isabel, no então distrito federal. Desde sua primeira proibição formal desde 1895, o jogo do bicho não apenas sobreviveu, como se reorganizou e adaptou às novas condições no Rio de Janeiro. Longe de desaparecer, a prática consolidou-se como uma atividade clandestina, operada por redes que envolveram pequenos comerciantes, vendedores ambulantes e, posteriormente, figuras centrais denominadas "banqueiros". Essa transformação marcou a transição do jogo do bicho de uma iniciativa recreativa vinculada ao zoológico para uma estrutura organizada e enraizada no cotidiano urbano, evoluindo para um fenômeno sociocultural e permanecendo resistente às tentativas de erradicação ao longo do século XX. Ao mesmo tempo, mesmo com a criminalização da prática na década de 1940, os bicheiros, por meio de suas redes de influência e conexões com autoridades, garantiam a continuidade de suas operações criminosas. Ao final da ditadura militar, o jogo do bicho já estava profundamente enraizado na estrutura criminosa do Rio de Janeiro, funcionando como uma das facções mais poderosas e resilientes no país, capazes de se adaptar aos novos tempos e continuar sua atuação como uma organização mafiosa, diversificando suas atividades e expandindo seu domínio territorial, enquanto suas raízes no crime organizado se aprofundavam.

## Antecedentes

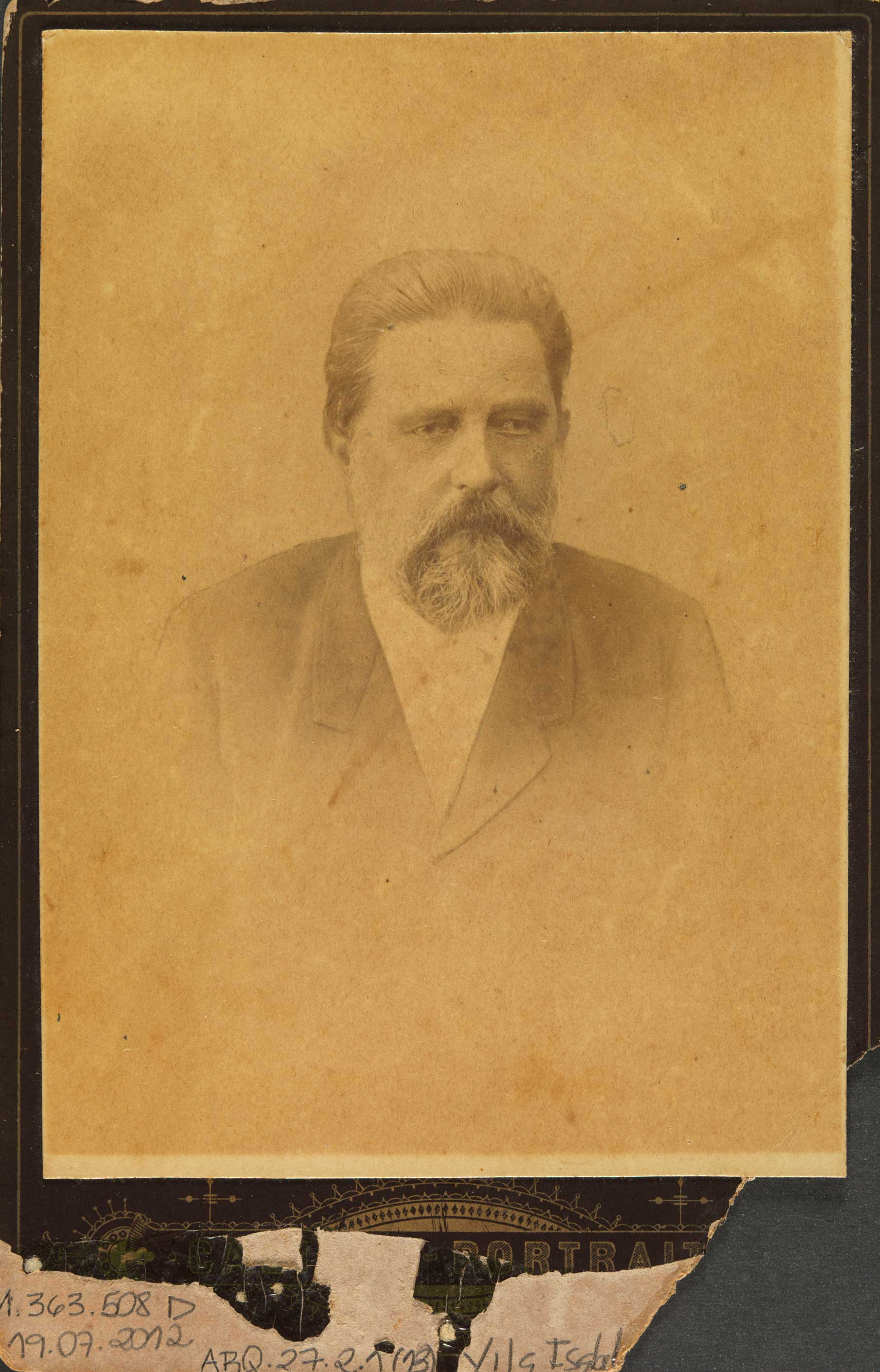
João Batista Viana Drummond, o barão de Drummond, foi o mentor do jogo do bicho.

As raízes do jogo do bicho contemporâneo situam-se no Rio de Janeiro entre o final do período monárquico brasileiro e o início da era republicana. O empresário João Batista Viana Drummond havia comprado em 1872 uma vasta chácara na encosta da serra do Engenho Novo, onde ele passou a investir no ramo imobiliário e idealizou o construção do primeiro bairro planejado da então capital do Império, Vila Isabel. Envolvido numa série de atividades e empreendedor ativo na urbanização do bairro, o então Comendador Drummond solicitou em 1884 junto à Câmara Municipal do Município Neutro permissão para dotar a cidade de um Jardim Zoológico em Vila Isabel. Bem relacionado com os poderosos, o empresário obteve autorização para o novo empreendimento, que foi aberto provisoriamente como Jardim Zoológico de Vila Isabel em 6 janeiro de 1888, tendo sua inauguração “oficial” em meses depois.
Contudo, o zoológico passou a demandar altos custos de manutenção. O agora Barão de Drummond buscava soluções para atrair público e aumentar as receitas do parque. Embora o governo imperial subsidiasse o empreendimento com 10 contos de réis anuais, Drummond argumentava que a soma era insuficiente para cobrir os custos operacionais e desenvolver o zoológico. Após a queda da monarquia brasileira e a instituição de um governo repúblicano, o empresário solicitou junto à Conselho de Intendência Municipal da capital federal auxílio para enfrentar os desafios financeiros significativos com o zoológico, não em forma de mais dinheiro público, mas na forma da exploração de jogos lícitos dentro do Jardim. Em 13 de outubro de 1890, foi celebrado aditamento ao contrato original entre Drummond e a Intendência Municipal em 1884 que autorizava a exploração de “jogos públicos lícitos” no zoológico de Vila Isabel. O documento previa a realização de jogos públicos sob fiscalização policial, com o objetivo declarado de financiar melhorias no zoológico e fomentar atividades educativas, como aulas de zoologia e exposições permanentes.
Dentre os diversos jogos legais permitidos dentro de suas dependências, foi criado um no qual haveria um sorteio atrelado aos ingressos do zoológico. Esse novo jogo contaria com 25 animais possíveis, iniciando pelo avestruz e terminando com a vaca, e teria sido uma adaptação, feita por sugestão do mexicano Manoel Zevada, gerente do zoológico, de um certo "jogo das flores" a uma versão reino animal.

## O jogo do bicho no Rio de Janeiro
Em 3 de julho de 1892, ocorreu a reinauguração do Jardim Zoológico de Vila Isabel. Ao comprar o bilhete de entrada, o visitante recebia um comprovante com a imagem de um animal. No final daquela tarde, foi aberta uma caixa de madeira suspensa em um poste próximo da entrada principal do zoológico que revelaria o "animal vencedor". Com o avestruz como animal sorteado, a primeira extração do "jogo dos animais" premiou com o equivalente a 20 réis (vinte vezes o valor do ingresso) 23 visitantes.
O sucesso imediato do jogo levou a um aumento significativo da afluência diversificada ao zoológico, incluindo membros da elite e setores populares. Logo, o jogo passou a ser divulgado como uma loteria com prêmios diários na imprensa, que não apenas relatava os resultados, como também anúnciava premiações de até 40 mil réis. Também em poucos dias, bilhetes começaram a ser vendidos fora das dependências do parque, como a Rua do Ouvidor, o que possibilitou a participação de um público ainda maior.
Entre 1892 e 1894, o jogo do bicho começou a se expandir, inicialmente restrito ao Zoológico do Rio de Janeiro e sob o controle exclusivo do barão de Drummond, que escolhia o "bicho do dia". Durante esse período, o jogo era legal e extremamente popular, refletindo uma crescente mania por loterias na cidade. A popularidade aumentou ainda mais com o surgimento dos intermediários (bookmakers), que passaram a financiar e organizar as apostas, espalhando o jogo pela cidade. Esses agentes compravam grandes quantidades de bilhetes e formavam uma clientela fixa, permitindo que os apostadores jogassem sem precisar ir até o zoológico. O próprio barão também expandiu suas operações, inaugurando escritórios em diversos pontos do Rio e criando uma rede de distribuição de bilhetes por meio de comerciantes locais. Acredita-se que esses negociantes do barão podiam ganhar quantias significativas, cerca de 50 mil-réis por dia, o que indicava a profissionalização do jogo.
Paralelamente, pequenos comerciantes começaram a montar suas próprias operações de jogo do bicho, independentes do controle do barão e do zoológico. Essas casas de apostas independentes compravam grandes quantidades de bilhetes do jogo do bicho em pontos de venda autorizados para revendê-los, muitas vezes junto com bilhetes de outras loterias, criando suas próprias redes de apostadores e promovendo apostas em seus próprios termos.

### Da permissão à proibição
Desde sua criação em julho de 1892, o jogo do bicho rapidamente ganhou popularidade no Rio de Janeiro. O respaldo institucional foi essencial para o sucesso inicial da atividade. Autorizado pelo poder público desde o acordo entre o barão Dummond e a Intendência Municipal em outubro de 1890, o jogo do bicho foi tratado inicialmente como uma inovação alinhada aos objetivos de modernização e lazer urbano. Contudo, sua crescente difusão e os impactos sociais associados começaram a suscitar reações ambíguas por parte das autoridades. Apenas 20 dias após seu lançamento, o então chefe de polícia da capital federal publicou um ofício no jornal carioca O Tempo, argumentando que o jogo do bicho era uma forma de jogo de azar, pois os ganhos dependiam exclusivamente do acaso, o que, segundo a legislação vigente, era proibido. O Código Penal de 1890, nos artigos 369 e 370, proibia jogos de azar em locais públicos e privados, entendendo como tais aqueles em que o ganho ou perda dependiam da sorte.
Em meados da década de 1890, o jogo do bicho tinha fugido ao controle do jardim zoológico. Essa popularização descontrolada despertou preocupações das autoridades municipais, que passaram a enxergar o jogo como uma ameaça à moralidade pública e à ordem urbana. O discurso oficial, que antes ressaltava o valor educativo e recreativo do zoológico, mudou para associar o jogo do bicho ao "vício" e à "desordem". Essa visão moralista foi compartilhada por alguns setores da sociedade, como a Associação dos Empregados do Comércio, que condenava o jogo por ser um "inimigo do trabalho honesto" e das virtudes tradicionais. A ideia de contenção dos jogos de azar estava ligada a uma moral de comportamento público inspirada em uma ética protestante, presente em certos projetos sociais da época.
Em 1895, o prefeito Furquim Werneck de Almeida acionou a Procuradoria dos Feitos da Fazenda Municipal para investigar os contratos com a Companhia do Jardim Zoológico, responsável pela operação do jogo do bicho, e os procuradores recomendaram a rescisão do contrato com a companhia devido à exploração da atividade. Como resultado, foi editado o Decreto nº 133, em 10 de abril daquele ano, autorizando o prefeito a rescindir o contrato com a empresa de João Drummond. Por um lado, o decreto refletia a crescente pressão para conter os "escândalos" atribuídos à prática, especialmente devido à sua rápida disseminação entre as classes populares e à dificuldade de controle por parte das autoridades. No entanto, outras atividades de aposta, como o boliche e o frontão, que também ocorriam no zoológico, não foram alvo da mesma medida repressiva.
Após a proibição, o Jardim Zoológico da Vila Isabel entrou em declínio, e o jogo do bicho se reorganizou fora do alcance direto do poder público. Essa transição marcou o início de sua consolidação como uma prática clandestina, operada por uma rede de "banqueiros" e sustentada pela adesão popular, que pôs a prova repetidamente as tentativas de repressão à atividade durante o século XX.

### Expansão na clandestinidade

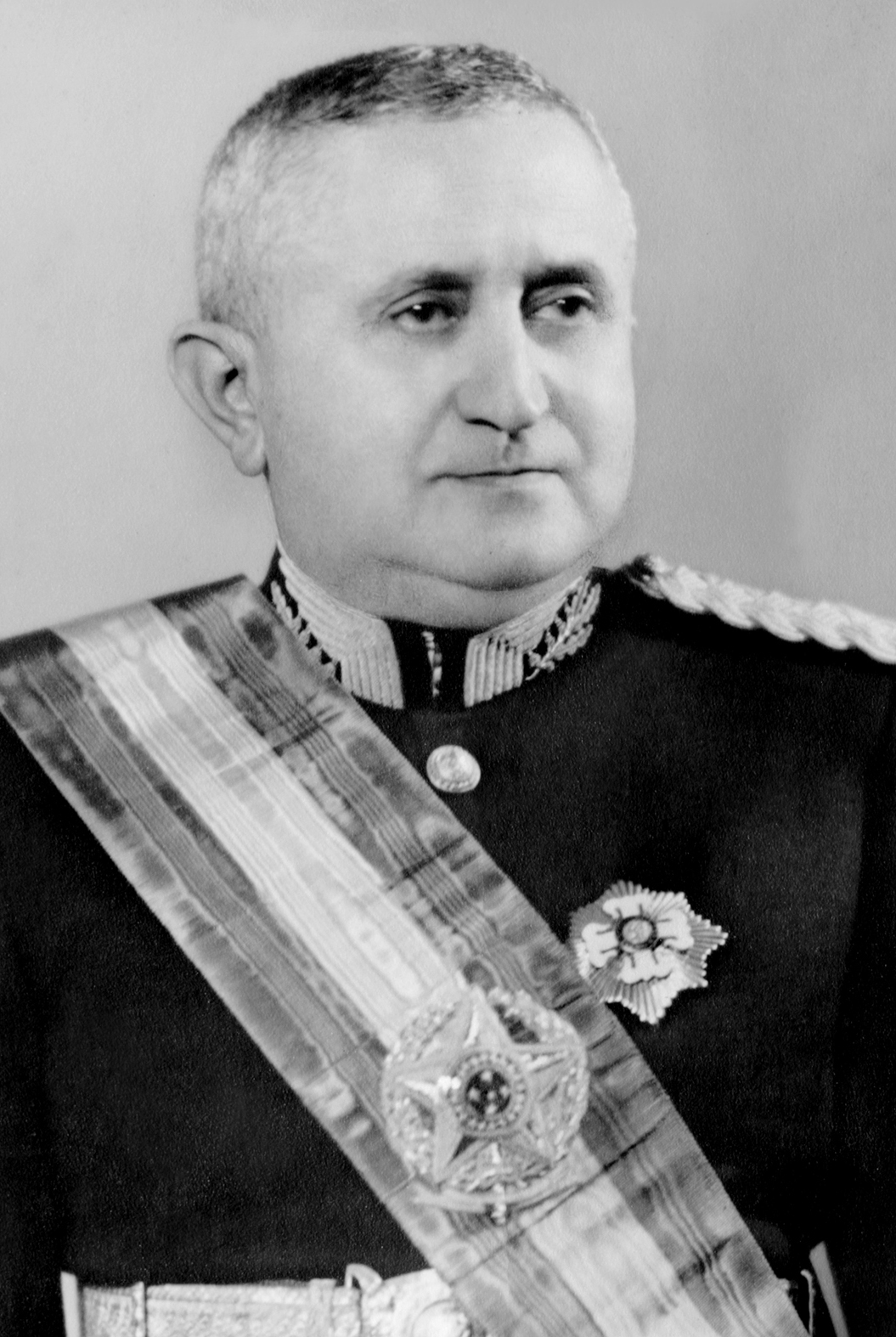
Decreto-lei de 1946 assinado pelo presidente Dutra determinou a proibição dos jogos de azar no país.

O aparecimento de casas de apostas, banqueiros e vendedores independentes havia permitido às autoridades públicas caracterizar o jogo do bicho como um “jogo de azar” ilegal, e estes números continuaram a incomodar as autoridades depois de o jogo do bicho ter sido retirado do jardim zoológico. Nas áreas suburbanas cariocas, bilhetes continuaram a ser vendidos em estabelecimentos como botequins, padarias e mercearias, barbearias, charutarias e funilarias. Algumas famílias chegavam a bancar o jogo na sua própria casa. Já outras pessoas de menos posse, mas com iniciativa, passaram a atuar por conta própria nas ruas, criando os famosos "pontos de bicho". Nesta fase, os resultados dos sorteios passaram a ser divulgados discretamente por meio de códigos ou anúncios velados.
Durante a primeira metade do século XX, a interação entre o jogo do bicho, a polícia e o poder público no Rio de Janeiro foi marcada por uma complexa rede de tolerância mútua, repressão pontual e corrupção. Embora o jogo fosse ilegal, sua grande popularidade e a presença generalizada tornavam qualquer tentativa de erradicá-lo ineficaz, criando uma situação ambígua em que as autoridades, em vez de erradicar a prática, acabavam por conviver com ela. Com a criminalização crescente do jogo, os banqueiros do bicho passaram a manter relações com setores da polícia, pagando propinas em troca de proteção, o que permitia que suas operações continuassem sem interrupções significativas. Por outro lado, as autoridades utilizavam o jogo do bicho como uma ferramenta para reforçar sua presença nas ruas e exercer controle social. As operações policiais contra o jogo eram muitas vezes realizadas de forma ostensiva, com prisões e apreensões que buscavam mais demonstrar o poder do estado do que efetivamente eliminar a prática. Ademais, o foco das autoridades na criminalização do jogo era muitas vezes seletivo, recaindo desproporcionalmente sobre as classes populares, enquanto os banqueiros e intermediários de classes sociais mais altas mantinham relativa impunidade.
Do surgimento do jogo do bicho até a década de 1930, apenas uma ínfima parte das pessoas presas por envolvimento com o jogo acabou sendo condenada. Embora a maior parte dos casos fosse arquivada ou resultasse em absolvições, a intervenção da lei não deixou de exercer uma influência marcante sobre o jogo, alterando sua organização, seus significados culturais, suas funções sociais e sua posição no cenário político. A promulgação de uma série de leis na década de 1940 — incluindo o novo Código Penal, o Código de Contravenções Penais e a nova Constituição de 1946 que proibiu os jogos de azar no país — é geralmente considerada como o ponto de partida para a criminalização formal do jogo do bicho. Se até então a onipresença do jogo e a quase ausência de processos judiciais contra ele sugerem que a prática conseguiu escapar das tentativas iniciais de repressão, com o advento dessas novas leis, no entanto, o jogo do bicho foi forçado a se deslocar para a clandestinidade, solidificando-se como uma peça chave no esquema do crime organizado no Brasil.

### Especialização das atividades
O banqueiro tornou-se a figura central no funcionamento do jogo do bicho. Originalmente, o banqueiro recebia as apostas dos clientes e pagavam os vencedores, que escolhiam o animal e o número sorteados. Desde o início do jogo até por volta dos anos 1920, o banqueiro era geralmente o próprio pequeno comerciante ou o vendedores ambulante nas ruas. A partir da década de 1930, os banqueiros assumiram o papel de gestores financeiros e organizadores do modelo operacional de apostas quando a estrutura do jogo do bicho passou a ser mais especializada. Cada banqueiro controlava um "território", onde atuam seus gerentes, pistoleiros e apontadores. Antes da formação da cúpula do jogo do bicho a partir da década de 1970, os banqueiros atuavam de forma independente uns dos outros. Os gerentes, por sua vez, administravam vários pontos e apontadores, podendo pagar salários e manter a segurança dos locais com contadores, advogados e até pistoleiros, em caso de tentativas de invasão por outros gerentes ou banqueiros. Os apontadores, geralmente nas ruas, eram os intermediários entre o jogo e os clientes, e entre o jogo e a polícia, funcionando como alertas durante as repressões.
Um dos primeiros banqueiros poderosos do Rio de Janeiro foi Aniceto Moscoso, bicheiro português que controlava o jogo do bicho em Madureira e Irajá. Jornais na década de 1930 mencionavam o contraventor como um dos integrantes do que teria sido a primeira cúpula fluminense do jogo do bicho, que também incluía os banqueiros Levi, Mira, Rafael Palermo e Vovô. Atuante em seu bairro, Moscovo tornou-se proprietério de negócios legais – tendo criado uma rede de drogarias –, bem como foi ativo participante ativo da fundação do clube Madureira e ainda doava remédios e pagava enterros para quem não tinha condições financeiras.
Nas décadas de 1940 e 1950, os bilhetes de jogo do bicho eram vendidos em pontos de venda improvisados, como lojas, ruas ou locais semiclandestinos, mas a estrutura dos negócios já se tornava mais organizada, com banqueiros, gerentes, apontadores e vigias. A atividade passou a ser gerida em "fortalezas" – edifícios protegidos por portas reforçadas – e o poder se concentrou nas mãos de poucos banqueiros, que comandavam suas áreas com sigilo.
A disputa pelo controle de pontos e áreas do jogo no Rio foi um importante fator na representação social da violência na cidade. A concentração de poder nas mãos desses banqueiros e o uso de força letal para controlar territórios tenha começado provavelmente nos anos 1930, isso se intensificou na década de 1950. Os banqueiros da nova geração reivindicavam seu próprio território e passaram a defendê-los muitas vezes com violência. Além disso, a conexão entre o mercado ilícito e a “proteção” policial foi responsável pela crescente percepção de corrupção policial, junto com a exploração do lenocínio.
O jogo do bicho estava amplamente consolidado no Rio de Janeiro durante a década de 1960, mas ainda operava de forma bastante informal. A violência nas disputas pelo controle dos pontos de jogo foi um reflexo da competição entre os banqueiros e um dos principais fatores que caracterizaram a cidade no período. Esses conflitos mobilizavam as redes familiares de cada banqueiro e envonviam a organização de pistoleiros de cada lado, no que se tornou ficou conhecido na imprensa como uma “sangrenta sucessão de lutas de proporções alarmantes”.

### Relações com a ditadura militar

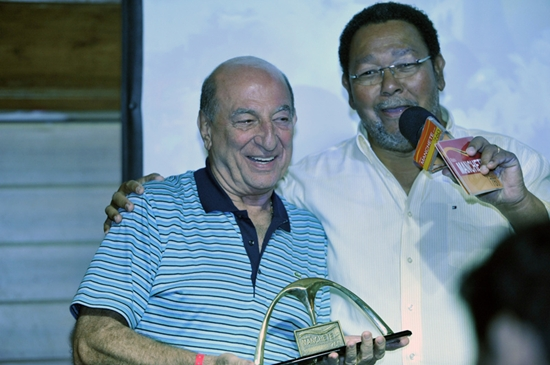
Aniz Abraão David, o Anísio de Nilópolis, manteve estreitos vínculos com a ditadura militar.

Com o golpe militar de 1964 e a subsequente instalação da ditadura no Brasil, o jogo do bicho passou a ser monitorado pelos mesmos órgãos responsáveis pela repressão política. Contudo, a atividade não desapareceu; ao contrário, permaneceu ativa e resistente à repressão. Entre 1968 e 1970, durante o período de maior autoritarismo do regime, o jogo foi vigiado intensamente, mas continuou a se expandir.
Em dezembro de 1968, com a decretação do AI-5, a ditadura militar iniciou uma ofensiva contra os bicheiros, resultando na prisão de 40 banqueiros do jogo, incluindo Castor de Andrade e Natalino Nascimento (Natal da Portela), por enriquecimento ilícito. Enviados para o Instituto Penal Cândido Mendes, a maioria foi libertada em quatro meses, graças a manobras judiciais. Nos anos seguintes, Castor se aproximou do regime militar. Uma de suas empresas forneceu ao Exército produtos de aço e metal, como camas, fogões, armários e marmitas, e depois foi vendida em uma operação apoiada pelo governo. O banqueiro também estreitou laços com as Forças Armadas, tendo frequentado a Irmandade Santa Cruz dos Militares (que reunia oficiais envolvidos na repressão) e possuído uma credencial do Cenimar. Visando garantir proteção policial, Castor passou a contar com o apoio de figuras importantes na repressão política, como o delegado Mauro Magalhães (ligado aos militares da Casa da Morte) e o detetive Fernando Próspero Gargaglione de Pinho.
Nesse contexto, bicheiros tornaram-se figuras cada vez mais poderosas, com crescente colaboração entre eles e os militares, o que resultou na perpetuação de assassinatos e perseguições políticas. Bicheiros como Aniz Abraão David (o Anísio de Nilópolis) passaram a empregar capangas e informantes, sendo amparados pelo regime, que lhes oferecia proteção e impunidade. Ex-agentes da repressão, com experiência em tortura e controle territorial, começaram a se integrar às facções criminosas do jogo do bicho. O exemplo mais notório dessa aliança foi Ailton Guimarães Jorge, o Capitão Guimarães, ex-agente do DOI-Codi, apontado pelo grupo Tortura Nunca Mais como torturador. Guimarães se aproximou da contravenção, sendo apadrinhado por Ângelo Maria Longa, o Tio Patinhas, que era um dos mais poderosos banqueiros da época, até crescer no ramo e também se tornar um bicheiro prestigiado a partir da década de 1980.
Esse período também ficou marcado pela maior proximidade entre grupos de extermínio e grandes contraventores, que se utilizaram dos serviços de matadores de aluguel dos primeiros.

### A cúpula do jogo do bicho

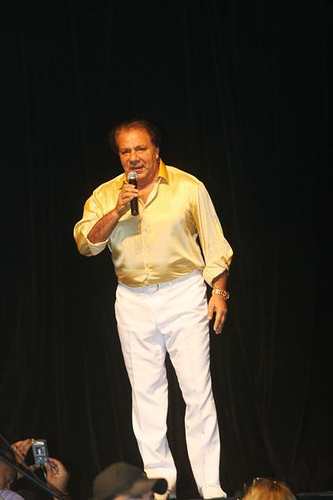
Ailton Guimarães Jorge, o Capitão Guimarães, ingressou na contravenção após carreira militar.

Embora o jogo do bicho já fosse uma organização criminosa complexa no início da década de 1970, sua organização territorial ainda era fragmentada, com tensões constantes entre banqueiros. Esse cenário começou a mudar com a formação de uma "cúpula do jogo do bicho" em 1974. Integrada por aproximadamente 180 bicheiros em seus primórdios, o grupo teve inicialmente Castor de Andrade e Tio Patinhas como as duas lideranças inquestionáveis – o primeiro tido como o "capo" do grupo e o segundo como o mentor financeiro. Posteriormente, outros grandes banqueiros, como Haroldo Rodrigues Nunes (Haroldo Saens Peña), Anísio de Nilópolis e Waldemiro Garcia subiram ao topo da hierarquia da organização.
A cúpula nasceu principalmente com o propósito de estabilizar as relações entre os principais banqueiros que controlavam diferentes áreas do Rio de Janeiro. A partir de então, foi formalizada a divisão territorial entre os bicheiros, cada qual respeitando áreas bem definidas, embora fronteiras mais flexíveis continuassem a ser comuns, especialmente na zona central carioca. Também ficou estabelecido um sistema hierárquico que regulava a operação e a distribuição de pontos de jogo, com a "descarga" (redistribuição de apostas) sendo controlada pelos banqueiros mais ricos, o que garantia a liquidez e estabilidade financeira dos menores. Esse modelo, conhecido no Brasil como "Paratodos", permitiu que um bicheiro transferisse apostas para outro de mesmo nível ou para um banqueiro mais poderoso, ao mesmo tempo em que mantinha a autonomia do bicheiro menos poderoso dentro da rede.
Com a cúpula, a atividade do jogo do bicho fluminense evoluiu para uma estrutura similar à mafiosa com controle familiar, territórios definidos e forte influência no estado, e seria comandada pelo cartel dos grandes banqueiros. Isso permitiu aos grandes banqueiros consolidarem seu poder no Rio, não apenas fortalecendo suas atividades ilícitas, mas também expandindo seus negócios para o setor legal. Tal visto que houve uma intensa queda no faturamento com o jogo do bicho com a criação de loterias estatais como a loteria esportiva, o que estimulou que os capitais dos banqueiros fossem reinvestidos em atividades ilegais variadas, incluindo lavagem de dinheiro, contrabando, extorsão, tráfico de armas e drogas.
A consolidação de um núcluo duro da contravenção fluminense e a redefinição territorial da atividade do jogo do bicho ocorreram entre acertos e atritos – por negociações, ameaças ou mesmo assassinatos. Para assegurar o cumprimento dos acordos, a tomada decisões de interesse mútuo e a resolução de conflitos, como limites de território de jogo e direito de herança sobre pontos, a cúpula criou uma espécie de tribunal informal chamado de "Clube Barão de Drummond". Uma das primeiras vítimas desse "tribunal" foi o contraventor Euclides Pannar, o China Cabeça Branca, executado a mando do tribunal após ter denunciado publicamente um esquema dos grandes chefes do jogo de fraude a resultados para aumentar seus lucros. Em uma reunião na Barra da Tijuca em 1975, os banqueiros teriam feito um acordo para manipular o resultado do jogo, a partir da apuração antes do sorteio para retirar da dispita os números mais apostados. A cúpula estaria, portanto, quebrando a tradição do "vale o escrito" que dava confiabilidade ao jogo do bicho, o que levou a discordância de China Cabeça Branca e, consequentemente, a sua morte a mando do "Clube Barão de Drummond". Outro assassinato atribuído ao "tribunal" foi do ex-policial Mariel Mariscot de Matos em 1981, um dos 12 "homens de ouro da polícia" e tido como o mais famoso integrante do grupo paramilitar Scuderie Detetive Le Cocq. Expulso da carreira militar por crimes como estelionato, falsificação de documentos, exploração da prostituição e assassinatos, Mariel estaria buscando sua entrada no negócio do jogo do bicho à força, mas a cúpula dos grandes banqueiros temia que o ingresso do ex-policial na atividade quebrasse o acordo de pacificação de territórios delineado na década de 1970.
A fundação da Liga Independente das Escolas de Samba, em 1984, marcou a formalização legal da cúpula. Aproveitando-se das fragilidades institucionais da época, especialmente nas apurações do carnaval carioca, que eram marcadas por violência e brigas entre dirigentes e seguranças, a Liesa assumiu a organização do desfile da principal divisão do carnaval do Rio, gerindo os recursos oriundos das vendas de ingresso, direitos de transmissão de imagem e publicidade das principais escolas de samba. A partir daí, os desfiles de carnaval no Rio se tornaram um espetáculo de elevado custo às escolas de samba, mas também uma fonte de receitas cada vez mais lucrativas, abrindo portas para a lavagem de dinheiro e a ampliação da influência política e social dos bicheiros. Banqueiros como Castor de Andrade, Anísio Abraão David, Luizinho Drummond e Waldemiro Garcia (Miro) investiram fortemente em suas escolas de samba, reforçando sua posição como líderes comunitários e figuras de destaque no cenário carioca. A premiação do evento também passou a ser transmitida oficialmente pelas redes de televisão para todo o país.

### Conexões com o narcotráfico e atritos com o estado

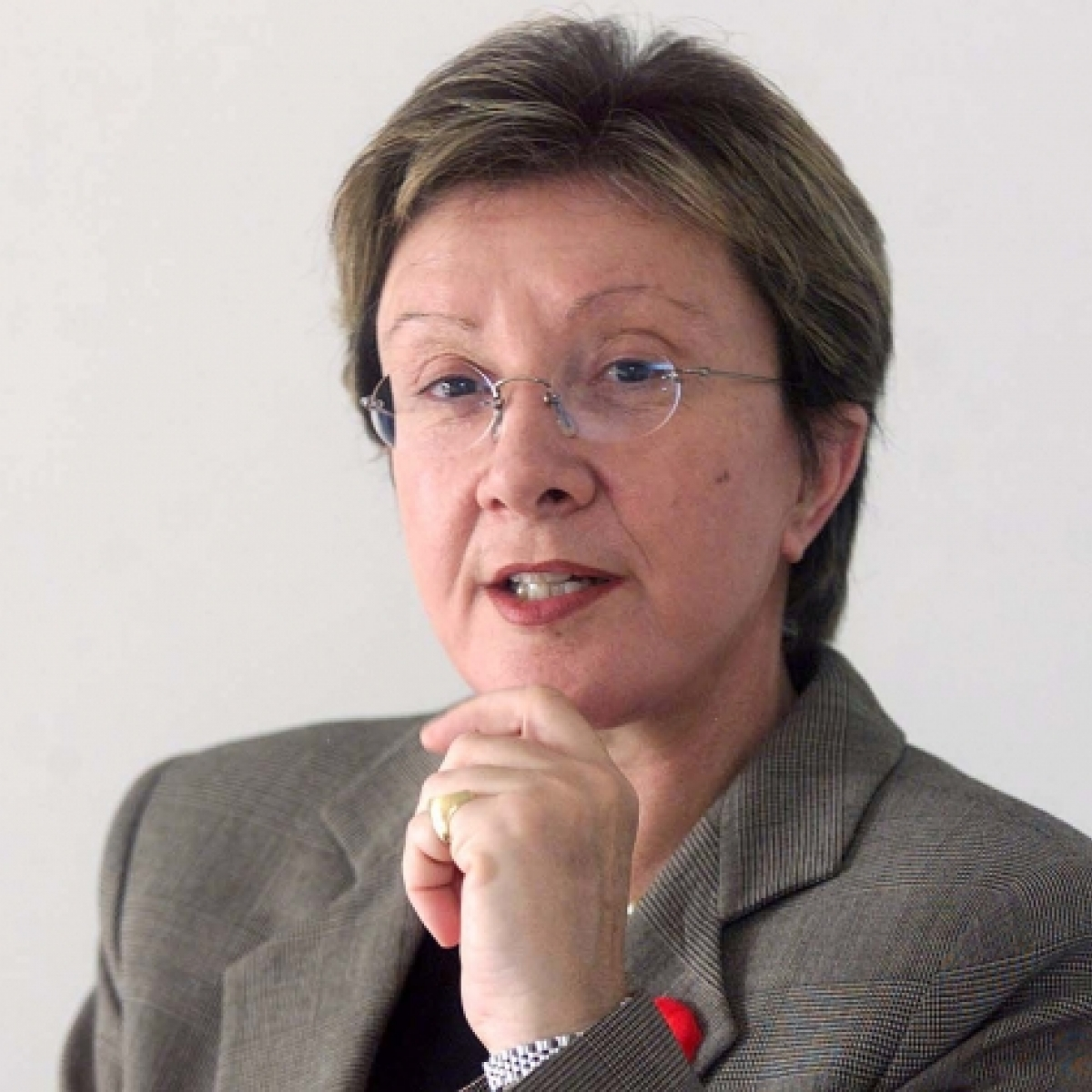
Denise Frossard notabilizou-se por ter sentenciado 14 grandes banqueiros do bicho em 1993.

De acordo com o Ministério Público do Estado do Rio de Janeiro, banqueiros do jogo do bicho começaram a operar com o narcotráfico em 1975, em um contexto de queda em suas receitas desde a implementação da loteria esportiva no Brasil. A cúpula do jogo do bicho teria decidido permitir que a estrutura do jogo fosse usada para a distribuição de cocaína. Naquele momento, os bicheiros também já controlavam boa parte da polícia estadual e também mantinham tentáculos na Justiça.
Assim que começou a ganhar força no Rio de Janeiro no início da década de 1980, o mercado de tráfico de drogas passou a atrair mais a atenção das autoridades, o que deixou os bicheiros em segundo plano na agenda de segurança pública. A cidade havia se tornado um entreposto importante para o narcotráfico internacional nos anos 1970. A violência associada ao jogo do bicho foi gradualmente substituída pelo tráfico de drogas, cujos agentes passaram a dominar as favelas e conjuntos habitacionais. A disputa violenta por territórios, anteriormente hegemonizada por grupos de bicheiros, passou a ser liderada por traficantes. Alguns banqueiros também se envolveram em conflitos, que culminaram em episódios violentos como os assassinatos dos filhos de Osmar Kalil e Raul Capitão, ambos com vínculos com o tráfico. Foi um período também caracterizado pelo aumento dos crimes violentos, que envolviam disputas territoriais entre facções do jogo do bicho e o tráfico, além de "eliminação de testemunhas".
Após o restabelecimento da democracia no Brasil, as atividades do jogo do bicho continuaram ativas no Rio de Janeiro, com muitos de seus poderosos bicheiros ainda na mira da justiça do país. Eles eram responsáveis por uma ampla rede de corrupção que envolvia políticos, juízes, policiais e empresários. Embora investigados e presos por diversos crimes, como corrupção, lavagem de dinheiro e extorsão, os grandes banqueiros nunca foram completamente erradicados de suas atividades ilícitas.
A repressão à contravenção se intensificou na década de 1990, com investigações federais e a criação de operações de combate ao crime organizado. Durante esse período, vários bicheiros poderosos foram acusados de associação criminosa, tráfico de drogas, lavagem de dinheiro e extorsão. Em 1993, a juíza Denise Frossard condenou a seis anos de prisão diversos bicheiros de alto escalão, entre eles Castor de Andrade, Capitão Guimarães, Anísio Abraão David, Raul Capitão, Luizinho Drummond, Miro Garcia, Turcão, Carlinhos Maracanã, Piruinha, Haroldo Saens Peña, Emil Pinheiro, Paulo Roberto de Andrade (Paulinho Andrade) e Maninho Garcia. Como o jogo do bicho é uma contravenção sujeita a penas mais brandas, os promotores do Ministério Público do Estado do Rio de Janeiro haviam denunciado os banqueiros a partir de investigações que os ligavam a crimes de extorsão, utilização de escolta armada ilegal (composta por policiais e ex-policiais) e envolvimento com dezenas de homicídios não esclarecidos relacionados a disputas de territórios. No entanto, a repercussão do caso não foi suficiente para mantê-los presos. A maioria dos banqueiros saiu rapidamente da prisão, devido a manobras jurídicas que impediram o trânsito em julgado dos processos e a execução das penas.
Na década de 2000, a Polícia Federal intensificou suas ações contra o jogo do bicho, com foco em crimes como tráfico de drogas e lavagem de dinheiro. Suas investigações revelaram a relação estreita entre os bicheiros e a polícia, além de expor os subornos que sustentavam as operações da contravenção. Um dos casos mais emblemáticos foi a "Operação Furacão" de 2007, que descobriu que o ministro Paulo Medina, integrante do Superior Tribunal de Justiça, havia vendido uma sentença aos bicheiros por R$ 1 milhão. Um levantamento do jornal Folha de S.Paulo apontou que o Supremo Tribunal Federal e o STJ concederam mais de 15 habeas corpus paraintegrantes da cúpula do jogo do bicho no Rio de Janeiro entre a década de 1990 e década de 2020.

### Novas disputas entre bicheiros

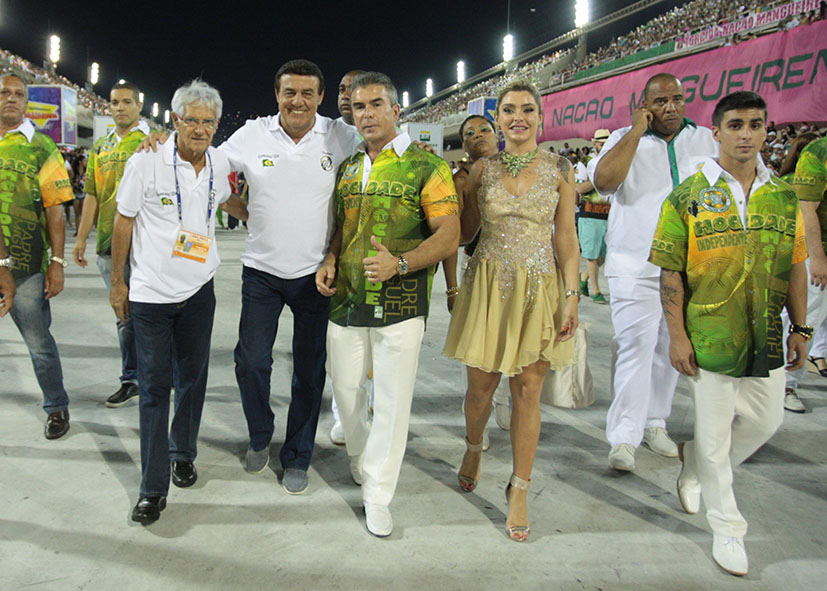
Sobrinho de Castor de Andrade, o contraventor Rogério Andrade tornou-se o mais poderoso de sua geração

Apesar da estrutura regulatória estabelecida pela cúpula do jogo do bicho, os conflitos armados entre banqueiros ainda persistiam, com assassinatos frequentemente ligados a disputas territoriais ou desavenças familiares, principalmente após a morte de líderes tradicionais como Castor de Andrade, Raul Capitão, Miro Garcia e Maninho Garcia.
Um dos maiores conflitos internos ocorreu pelo espólio de Castor de Andrade, envolvendo os pontos de jogo do bicho e as máquinas caça-níqueis na zona oeste do Rio. Na disputa, estavam Paulo Roberto de Andrade (filho de Castor), Fernando Iggnácio de Miranda (genro de Castor) e Rogério Andrade (sobrinho e braço direito de Castor). Após a morte de Castor, a divisão dos negócios foi marcada por tensões. Paulinho ficou com as bancas de jogo do bicho, enquanto Iggnácio assumiu os lucrativos negócios de caça-níqueis, em expansão naquela época. Rogério, por sua vez, passou a disputar a herança com Paulinho e Iggnácio. Em 1998, Paulinho foi assassinado com cinco tiros na Avenida das Américas, na Barra da Tijuca, crime atribuído a Rogério, que então assumiu os negócios do primo e começou a avançar sobre os territórios controlados por Iggnácio.
Ao longo dos anos, Rogério foi alvo de pelo menos três atentados. Em 2001, ele foi emboscado em um apart-hotel na Barra da Tijuca, tendo escapado porque a arma do atirador falhou. Em 2010, o banqueiro foi novamente alvo de um atentado, desta vez enquanto viajava com seu filho Diogo Andrade em um carro de luxo pela Avenida das Américas. Uma bomba explodiu enquanto o veículo estava parado no semáforo. Rogério sofreu apenas uma fratura no rosto, mas Diogo morreu na hora. Em 2017, Rogério e sua esposa Fabíola sofreram outra tentativa de assassinato, quando criminosos se aproximavam de sua residência e abriram fogo contra o carro em que estavam, em um condomínio de luxo na Barra da Tijuca. O conflito entre os dois lados continuou a escalar, e em novembro de 2020, Fernando Iggnácio foi assassinado com vários tiros em uma emboscada no Recreio dos Bandeirantes. Embora tenha sido preso em 2024 por ser suspeitas de ser o mandante do crime, Rogério tornou-se o banqueiro mais poderoso do Rio após a execução de Iggnácio, estabilizando seu controle sobre Bangu, Padre Miguel e Realengo, áreas que havia herdadode seu tio, e anexando territórios importantes como a Barra da Tijuca e Jacarepaguá.
A família Garcia é outro dos principais clãs ligados ao jogo do bicho no Rio de Janeiro marcada por disputas internas violentas. Em 2004, Maninho Garcia foi assassinado a tiros ao sair de uma academia em Jacarepaguá. O crime, que jamais foi solucionado, gerou uma crise sucessória na família e intensificou os conflitos pelo controle dos negócios deixados por Maninho, que incluíam pontos estratégicos de jogo do bicho e milhares de máquinas caça-níqueis na Tijuca e nas zonas central e sul do Rio. O patriarca da família, Miro Garcia, desejava passar os negócios para seu neto, Waldomiro Paes Garcia Júnior (o Myro), que na época tinha apenas 15 anos. No entanto, poucos meses após o assassinato de Maninho, Miro faleceu devido a problemas de saúde, o que deu início a um violento conflito interno pela sucessão dos negócios da família.
Após as mortes do pai e do avô, as irmãs Shanna e Tamara Garcia começaram a disputar o controle dos bens da família com Alcebíades Garcia (o Bide), filho mais velho de Miro. Ambas casaram-se com pessoas desconhecidas do universo da contravenção, mas cortaram relações devido a desavenças na administração do patrimônio deixado por Maninho. Shanna, que foi encarregada de gerenciar os bens da família, casou-se com o personal trainer José Luiz de Barros Lopes, o Zé Personal. Juntos, eles tentaram assumir o comando das bancas de bicho e das máquinas caça-níqueis, mas Bide tomou o controle dos negócios por um breve período, até perdeu o domínio sobre a zona sul para Bernardo Bello, que havia se casado com Tamara. Em 2011, Zé Personal foi assassinado em um centro espírita na Praça Seca. Em 2017, Myro Garcia, o filho caçula de Maninho, foi sequestrado e assassinado, mesmo após o pagamento de um resgate. Este crime, assim como o de Zé Personal, também ficou sem solução. Em 2020, Bide anunciou que iria retomar o controle de sua área no jogo do bicho. No entanto, ao sair do desfile da Salgueiro na Marquês de Sapucaí, foi morto em uma van, vítima de 40 tiros. Bello, já separado de Tamara, foi apontado como o mandante da execução de Bide. Um ano antes, Shanna havia escapado de um atentado em frente a um shopping no Recreio dos Bandeirantes.

### Relações com as mílícias
Outro fator que intensificou as disputas pelo controle territorial e econômico do jogo do bicho foi a entrada das milícias, o que gerou ainda mais instabilidade e violência no Rio de Janeiro. A partir da década de 2000, milicianos ampliaram sua atuação, passando a se envolver diretamente no controle de diversas atividades ilícitas, incluindo o jogo do bicho e as máquinas caça-níqueis.
Com isso, as milícias começaram a se envolver diretamente com as atividades dos banqueiros do bicho. Houve casos de milicianos que passaram a administrar a jogatina ilícita, muitas vezes expulsando traficantes ou bicheiros para assumir; noutros, instituíram "pedágios" sobre banqueiros que exploravam esses mercados. Também houve situações de estreita colaboração entre integrantes dos dois grupos criminosos. Um dos principais artífices da aliança entre milicianos e bicheiros foi Adriano Magalhães da Nóbrega, ex-capitão do Bope e então um dos chefes da milícia de Rio das Pedras. Líder do Escritório do Crime, o miliciano apoiou tomadas de poder em ao menos duas escolas de samba (Salgueiro e Vila Isabel) e estava, antes de ser executado, sob investigação por conta de assassinatos cometidos sob encomenda de banqueiros.
Entre 2006 e 2016, houve pelo menos 48 mortos relacionadas às disputas pelo negócios do jogo do bicho e dos caça-níqueis no Rio. Segundo estimativas, o mercado da contravenção no estado movimentava R$ 1,5 bilhão por ano e empregava cerca de 35 mil pessoas no período.

### Nova cúpula do jogo do bicho
A disputa violenta pelo espólio do clã Garcia na zona sul do Rio de Janeiro ganhou novos contornos em 2022 quando Shanna Garcia decidiu aliar-se a Rogério de Andrade e Adilson Coutinho Oliveira Filho, o Adilsinho – este herdeiro de uma família de bicheiros da Baixada Fluminense e tido como ligado à venda de cigarros ilegais no estado fluminense – para confrontar ex-genro Bernardo Bello, que controlava a região por uma década após alijar tanto Shanna quanto a viúva de Maninho Garcia. O conflito perdurou até meados de 2023, com a execução de diversos comparsas de Bello e sua posterior fuga do Rio de Janeiro, deixando o caminho aberto para que seus desafetos assumissem pontos de jogo do bicho, máquinas de caçar níquel, e de bingos e cassinos clandestinosa zona sul carioca, e com às herdeiras da família Garcia recebendo repasses de lucros sem se intrometerem na gestão de ambos.
Além de expandir seus domínios para além dos limites estabelecidos na década de 1970 pela antiga cúpula do jogo do bicho, Andrade e Adilsinho têm buscado criar uma nova concertação formada por um grupo restrito de herdeiros da contravenção. Vinicius Drummond, filho e herdeiro direto de Luizinho, se aliou aos dois bicheiros poderosos. Andrade e Adilsinho também fizeram acordos com Piruinha para arrendar pontos em territórios do velho bicheiro na zona norte do Rio, em moldes similares ao que ocorreu em Vila Isabel e na Zona Sul com os Garcia. Falecido em 2025, Piruinha era um dos últimos remanescentes da antiga geração do jogo do bicho carioca que se estabeleceu na antiga cúpula, que conta agora apenas Anísio de Nilópolis e Capitão Guimarães.
Investigações da polícia civil fluminense nos últimos anos apontou que a popularização do mercado de apostas esportivas e cassinos on-line reduziu consideravelmnete o faturamento dos contraventores com o jogo do bicho e caça-níqueis, que teria caído em 90% e 75% respectivamente entre 2005 e 2025.

## Aspectos sociais e culturais

### Vínculos com o futebol
O jogo do bicho não representou apenas uma forma de diversão popular, mas também desempenhou um papel econômico e social importante em diversas comunidades. Com a modalidade sendo ilegal, alguns dos seus exploradores adotaram a estratégia de financiar atividades de interesse popular, no mundo do futebol e do samba, para angariar apoio e aceitação social enquanto continuavam a exercer sua principal atividade.
Até a profissionalização do futebol no Brasil, a modalidade era considerada amadora, o que implicava que qualquer pagamento direto aos atletas fosse proibido. No entanto, com o aumento da competitividade nos campeonatos, os clubes começaram a buscar formas de contratar e manter bons jogadores. Para contornar as restrições ao pagamento direto, muitos clubes adotaram um sistema informal, no qual os jogadores recebiam dinheiro sob a justificativa de serem trabalhadores de outra profissão, embora esse emprego fosse, na prática, fictício ou de fachada. Dessa forma, os atletas eram registrados como funcionários de empresas, mas não precisavam realmente trabalhar, podendo dedicar seu tempo ao treinamento. No Rio de Janeiro, havia uma prática adicional para incentivar os jogadores sem que fosse evidente o pagamento de "prêmios". Os sócios dos clubes ofereciam recompensas financeiras em caso de vitória. Para mascarar essa compensação, os atletas afirmavam que o valor provinha de ganhos no "jogo do bicho". Essa prática é considerada a origem do termo "bicho" no futebol, usado até hoje para se referir ao pagamento variável aos jogadores, geralmente relacionado a vitórias ou à conquista de objetivos como títulos e classificações.
Com o tempo, alguns bicheiros passaram a se envolver diretamente com clubes de futebol carioca, tornando-se patronos ou até dirigentes. Entre os casos mais notórios, destacam-se os vínculos com os clubes Madureira, Bangu e Botafogo. O bicheiro Aniceto Moscoso foi patrono do Madureira, tendo sido presidente do clube na década de 1930. Atualmente, seu nome dá título ao estádio do time suburbano. O Bangu manteve estreitos laços com a família Andrade entre as décadas de 1960 e 1980, inicialmente com Ernesto Andrade (conhecido como Zizinho) e, posteriormente, com seu filho, Castor de Andrade. Sob o patrocínio de Castor, o Bangu se consolidou como uma equipe respeitada no futebol carioca, tendo como maior feito o vice-campeonato no Campeonato Brasileiro de 1985. Já o contraventor Emil Pinheiro se tornou dirigente e patrono do Botafogo no final da década de 1980, período em que o clube enfrentava um jejum de mais de 20 anos sem títulos oficiais. Contando com o apoio financeiro de Pinheiro e com a contratação de alguns dos maiores nomes do futebol brasileiro, o Botafogo conquistou o Campeonato Carioca de 1989 e foi vice-campeão nacional de 1992.
Nos anos seguintes, houve um acentuado declínio do apoio dos bicheiros ao futebol. Ainda assim, o nome do "troféu Castor de Andrade", da Taça Guanabara de 1998, era uma homenagem póstuma ao contaventor morto no ano anterior.

### Ligações com as escolas de samba
As relações entre o jogo do bicho e o samba, especialmente com o carnaval do Rio de Janeiro, são profundas e persistem até hoje. Registros indicam a presença de bicheiros nos primórdios das festividades, como o caso de "Seu Artur", que, em 1917, auxiliava financeiramente blocos e ranchos durante o evento. No entanto, foi com Natal da Portela que o jogo do bicho passou a exercer uma influência significativa nas escolas de samba cariocas. A trajetória de Natal como bicheiro teve início em 1928, quando trabalhava para Capitão Amorim. Mais tarde, se tornou agente e gerente, assumindo o controle de diversos pontos de apostas. Na década de 1940, consolidando sua posição como banqueiro do jogo do bicho, passou a apoiar financeiramente a Portela nos anos seguintes.
No entanto, foi a partir da década de 1970 que os vínculos entre o jogo do bicho e o carnaval do Rio se fortaleceram. Esse período marcou a consolidação da "cúpula do jogo do bicho", em resposta a novos desafios econômicos e sociais. Com a criação da loteria esportiva em 1970, o jogo do bicho enfrentou uma queda significativa em sua rentabilidade, o que levou seus líderes a buscar alternativas para diversificar suas fontes de renda, incluindo contrabando, lavagem de dinheiro, comércio ilegal de armas e extorsão. As disputas internas entre os bicheiros e a crescente instabilidade agravaram a situação, criando um ambiente propício para a reestruturação das atividades do jogo. A ascensão de Castor de Andrade à liderança do jogo do bicho propiciou a reorganização interna, com a demarcação de territórios e a pacificação das rivalidades entre os principais bicheiros.
Nesse contexto, a relação entre o jogo do bicho e o carnaval se intensificou, uma vez que muitas escolas de samba, especialmente as de médio e menor portes, enfrentavam sérias dificuldades financeiras devido à falta de apoio público. Sem políticas públicas efetivas para o carnaval, essas escolas passaram a depender do financiamento privado, e os bicheiros, interessados em ampliar seu poder e influência, passaram a patrocinar diversas agremiações. Foi nesse cenário que escolas como Beija-Flor, Imperatriz Leopoldinense, Mocidade Independente, Salgueiro e Vila Isabel começaram a receber apoio significativo de mecenas ligados ao jogo do bicho. Esse relação ficou mais evidente no carnaval de 1976, quando a Beija-Flor, vinculada à família do contraventor Anísio Abraão David, escolheu o enredo "Sonhar com rei dá leão", uma clara referência ao jogo do bicho. Com um desfile grandioso e inovador, a escola de Nilópolis conquistou seu primeiro título no carnaval carioca e iniciou a era das “superescolas de samba S.A.”. A partir desse novo padrão competitivo imposto pela Beija-Flor, outras escolas, como a Mocidade e a Imperatriz, também se associaram rapidamente aos bicheiros, como Castor de Andrade e Luizinho Drummond, e mais tarde, o mesmo ocorreu com o Salgueiro e a Vila Isabel, respectivamente com os contraventores Miro Garcia e Capitão Guimarães. Em 1980, uma reportagem da revista Veja destacou bicheiros já financiavam sete das dez principais agremiações do carnaval carioca daquele ano.
Esse apoio não era apenas financeiro, mas também envolvia um controle maior sobre o território onde as escolas estavam localizadas, o que gerava benefícios tanto para as agremiações quanto para os contraventores. Além disso, patrocinar escolas de samba permitia aos bicheiros uma “lavagem de imagem”, transformando-os em figuras midiáticas, com conexões que envolviam políticos, empresários e celebridades, o que ajudava a consolidar seu poder tanto dentro quanto fora do mundo do samba.
A visibilidade e o poder dos banqueiros do bicho atingiram um novo patamar com a criação da Liga Independente das Escolas de Samba em 1984. Fundada por nomes de destaque do jogo do bicho, como Capitão Guimarães, Castor de Andrade, Luizinho Drummond e Anísio Abraão David, a Liesa representou um movimento de ruptura com a antiga Associação das Escolas de Samba, assumindo o controle direto da organização dos desfiles e recebendo, de maneira tácita, o reconhecimento do poder público. A criação da Liesa ocorreu três meses após o desfile inaugural do Sambódromo da Marquês de Sapucaí, projetado por Oscar Niemeyer a pedido do então governador Leonel Brizola, que reconheceu publicamente o papel dos bicheiros como financiadores das escolas de samba, mostrando uma certa tolerância em relação ao jogo.
Na década de 2010, a relação entre o jogo do bicho e o carnaval voltou à tona em um contexto de denúncias. Em 2012, durante discussões sobre a reforma do Código Penal, que visavam classificar o jogo do bicho como crime, uma reportagem da revista Época acusou bicheiros de lavar dinheiro e desviar recursos públicos por meio do controle das escolas de samba. Essas acusações reacenderam o debate sobre a influência do jogo do bicho no carnaval e geraram controvérsias sobre a relação entre o poder político e o universo das contravenções. Nos últimos anos, no entanto, as milícias, que vêm ganhando terreno no controle de territórios da cidade, buscam agora também o domínio das escolas de samba localizadas nessas regiões, da mesma forma que o tráfico de drogas já tinha tentado, e em alguns casos conseguido, controlar essas agremiações.